# ویتا کین
ویتا کین (اوکراینی: Віта Кін ; متولد ۲۵ نوامبر ۱۹۶۹) طراح مد اوکراینی است. او بنیانگذار برند Vita Kin است. ویتا کین به لطف مجموعه‌ای از گلدوزی‌های کتانی اصلی به نام ویشیوانکا توسط ویتا کین در سال ۲۰۱۳ به شهرت رسید. با گذشت زمان، ویتا کین از فرهنگ‌های دیگر جهان برای خلق تصاویر جدید الهام گرفت. از آنجایی که او زیور آلات را دوست دارد، ایده ساخت ژاکت‌های اصیل را به ذهنش خطور کرد. در سال ۲۰۱۴، ویتا کین مجموعه ای از لباس‌های گلدوزی شده را ایجاد کرد. در هفته مد پاریس در سال ۲۰۱۵، ویتا کین در ووگ و بازار هارپر به دلیل ارائه گلدوزی‌ها به عنوان یک سبک مدرن بوهمیایی که نمادهای مد مانند آنا دلو روسو، میروسلاوا دوما و لئاندرا مدینا را به خود جلب کرد، معرفی شد.

## زندگی‌نامه
کین در کیف، اوکراین به دنیا آمد. او از سال ۲۰۱۰ در زمینه عکاسی تبلیغاتی و مد کار کرده‌است.

## حرفه
در سال ۲۰۰۸، کین برند لباس خود Vita Kin را برای پادشاهی راه اندازی کرد که در زمینه لباس تخصص داشت. در سال ۲۰۱۳، او برند Vyshyvanka توسط Vita Kin را ایجاد کرد، که بر اساس لباس‌هایی با الهام از لباس ملی اوکراین، vyshyvanka ساخته شده‌است. اولین مجموعه‌ها با شعار "Chic Nationale" منتشر شد. در طول هفته مد پاریس ۲۰۱۵، کارهای او در مجله ووگ و در هارپرز بازار به نمایش درآمد.
با گذشت زمان، ویتا کین به ویژگی‌های فرهنگی سایر فرهنگ‌های جهان علاقه‌مند شد و از آنها برای خلق تصاویر جدید الهام گرفت. از آنجایی که ویتا زیور آلات را دوست دارد، ایده ساخت ژاکت‌های اصیل را به ذهنش خطور کرد.
همچنین در سال ۲۰۱۵، وال استریت ژورنال، پیراهن‌های گلدوزی شده از Vita Kin را به عنوان محبوب‌ترین لباس‌های تابستانی ۲۰۱۵ معرفی کرد. در سپتامبر، کین در جوایز بهترین مد به عنوان "بهترین تازه وارد سال ۲۰۱۵" معرفی شد. در نوامبر ۲۰۱۵، کین در جوایز Elle Style به عنوان «بهترین طراح لباس زنانه در اوکراین» انتخاب شد. در فوریه ۲۰۱۸، کین در فهرست ۲۰ مبتکر برتر اوکراین بر اساس مجله Focus قرار گرفت.
ویتا کین در بهار ۲۰۱۸ مجموعه ای مشترک با برند Eres ارائه کرد. در دسامبر ۲۰۱۹، کین با آماندا بروکس برای ایجاد مجموعه ای از ملحفه‌های رومیزی همکاری کرد. ویتا کین برای ایجاد این مجموعه‌ها از سفر، معماری و ترکیبی از فرهنگ‌ها الهام گرفته‌است.
پس از تهاجم روسیه به اوکراین در فوریه ۲۰۲۲، مجله مد فرانسوی L'Officiel به نقل از کین چنین گفت:
"دوستان عزیز، شرکا، پیروان از سراسر جهان… ما شجاعانه برای آزادی خود و برای آزادی در کل جهان می‌جنگیم. . . بسیاری از ما می‌پرسند که چگونه می‌توانند کمک کنند. از شما می‌خواهم: توجه و انرژی خود را در رسانه‌های اجتماعی به ما بدهید. اوکراینی‌ها برای همه شما می‌جنگند. همه کسانی که مد، مسافرت، غذا، حیوانات را پست می‌کنند لطفاً با ما همراه باشید. به ما الهام بخشید تا حسن نیت پیروز شود!» ویتا کین شما و ۴۰ میلیون اوکراینی.
ویتا کین برای افراد مشهور بسیاری چون مانند ملکه هلند ماکسیما داچ، بانوی اول اوکراین مارینا پوروشنکوا، اولنا زلنسکا
دمی مور، دیتا فون تیز،   فلورانس ولش، زنیا سوبچاکوا، جمالا و افراد بسیار دیگری لباس طراحی و تولید کرده‌است.

### زندگی شخصی
در سال ۱۹۹۹، کین با رومن کیندراچوک، یکی از مالکان تولید رادیواکتیو فیلم ازدواج کرد.

## جوایز
- بهترین جایزه مد: «دستیابی به موفقیت سال» - ۲۰۱۵
- جوایز Elle Style: «طراح سال در اوکراین» - ۲۰۱۵